# Đình lạm
Trong kinh tế học, đình lạm hay lạm phát đình đốn (tiếng Anh: stagflation) chỉ hiện tượng nền kinh tế đình đốn trong khi lạm phát cao.
Theo lý luận về đường cong Phillips của kinh tế học Keynes, có sự đánh đổi giữa tỷ lệ lạm phát với tỷ lệ thất nghiệp (hoặc giữa tỷ lệ lạm phát với tốc độ tăng trưởng GDP thực tế). Điều này hàm ý, nếu kinh tế đình đốn thì cũng không thể có lạm phát cao. Tuy nhiên, kinh tế Anh thập niên 1960 và 1970, kinh tế Mỹ đầu thập niên 1970 cho thấy trong khi kinh tế đình đốn, tỷ lệ thất nghiệp tăng cao, mà tỷ lệ lạm phát lại không hề hạ xuống.
Các chính sách quản lý tổng cầu dựa trên các lý luận của kinh tế học Keynes không thể giải quyết được tình trạng đình lạm. Nếu nới lỏng tài chính hay nới lỏng tiền tệ để kích cầu và thúc đẩy kinh tế tăng trưởng cao hơn, thì lạm phát sẽ gia tốc. Còn nếu thắt chặt tài chính hay thắt chặt tiền tệ để kiềm chế lạm phát, thì kinh tế lại có thể thu hẹp thêm. Thực tiễn này góp phần làm cho lý luận của kinh tế học Keynes bị mất uy tín và góp phần nâng cao danh tiếng của chủ nghĩa tiền tệ, kinh tế học vĩ mô cổ điển mới và kinh tế học trọng cung.